# Brachiaria laeta
Brachiaria laeta är en gräsart som först beskrevs av Carl Christian Mez, och fick sitt nu gällande namn av Aimée Antoinette Camus. Brachiaria laeta ingår i släktet Brachiaria och familjen gräs. Inga underarter finns listade i Catalogue of Life.